# David Vunagi
Sir David Vunagi, né le 5 septembre 1950 à Samasodu (île Santa Isabel, Îles Salomon britanniques) et mort le 7 mars 2025 à Okea (Guadalcanal, Îles Salomon), est un évêque anglican et homme politique salomonais. Il est gouverneur général des Îles Salomon de 2019 à 2024.

## Biographie
Fils d'ouvriers agricoles d'une plantation de noix de coco, David Vunagi naît dans ce qui sont alors les Îles Salomon britanniques. Il étudie à l'université du Pacifique Sud aux Fidji, où il obtient un diplôme de qualification à l'enseignement des sciences en 1976. Il décroche une licence d'Enseignement de la biologie à l'université de Papouasie-Nouvelle-Guinée en 1982, et devient enseignant aux Îles Salomon, à la fois dans une école publique et dans une école de l'Église anglicane de Mélanésie. Il obtient une licence de Théologie au St. John's College d'Auckland, en Nouvelle-Zélande, en 1990, et devient enseignant en école de théologie aux Îles Salomon. Il part au Canada, où il obtient un master de théologie de l'École de théologie de Vancouver en 1998, puis est nommé prêtre pour la province d'Isabel aux Îles Salomon. En 2000, il est élu évêque du diocèse de la province de Temotu.
En mars 2009, il est élu archevêque et primat de l'Église anglicane de Mélanésie, entrant en fonction le 31 mai. Cinquième à porter ce titre, il succède à l'archevêque Ellison Pogo. Il prend sa retraite en septembre 2015, puis prend la direction du Selwyn College, école de l'Église, début 2019. En juin 2019, il est l'unique candidat pour prendre la succession de Sir Frank Kabui à la fonction de gouverneur général, c'est-à-dire représentant de la reine des Îles Salomon, Élisabeth II, et donc chef d'État de facto, aux fonctions essentiellement cérémonielles. Le gouverneur général est normalement élu par le Parlement mais, en l'absence d'autres candidats, le Parlement est simplement informé de son élection par défaut le 6 juin. Le Premier ministre, Manasseh Sogavare, le chef de l'opposition, Matthew Wale, et le chef du groupe des députés indépendants, Fredrick Kologeto, expriment toutefois chacun leur approbation. Il entre en fonction le 7 juillet,.
Sur proposition du Premier ministre Sogavare, la reine Élisabeth II le fait chevalier de l'ordre de Saint-Michel et Saint-Georges en août 2019.
En mai 2023, il mène la délégation salomonaise à la cérémonie de couronnement de Charles III, roi des Îles Salomon, du Royaume-Uni et des autres royaumes du Commonwealth. Il est accompagné du ministre des Affaires étrangères Jeremiah Manele. Le gouvernement note à cette occasion que c'est le premier couronnement d'un monarque salomonais depuis l'indépendance du pays en 1978, le couronnement d'Élisabeth II ayant eu lieu en 1953.
Le rôle de gouverneur général est traditionnellement apolitique mais, lors de ses voeux du nouvel an 2024 à la nation via le service de radiodiffusion public Solomon Islands Broadcasting Corporation, il suggère que les salaires des fonctionnaires des plus bas échelons de l'administration publique, ainsi que ceux des enseignants, devraient être augmentés.
Sir David Vunagi meurt le 7 mars 2025 à son domicile à Okea, à Guadalcanal, à l’âge de 74 ans.